# Kim Ye-ji
Kim Ye-ji (hangeul : 김예지 ; RR : Gim Yeji ; MR : Kim Yechi), née le 4 septembre 1992, est une tireuse sportive sud-coréenne. Elle remporte une médaille d'argent olympique en 2024.

## Carrière sportive
Elle naît le 4 septembre 1992 dans le district de Danyang, en Corée du Sud.
Le 10 mai 2024, en finale de la Coupe du monde de la Fédération internationale de tir sportif (ISSF), à Bakou, elle bat le record du monde de tir au pistolet à 25 mètres (42 points).
Le 28 juillet, aux Jeux olympiques de 2024, en pistolet à air comprimé à 10 mètres, Kim et sa compatriote Oh Ye-jin effacent toutes deux le record olympique établi aux Jeux de Tokyo par Vitalina Batsarashkina (240,3 points). Kim remporte la médaille d'argent  avec 241,3 points, derrière Oh (243,2 points) et devant l'Indienne Manu Bhaker (221,7 points).
Le 2 août, elle est la grande favorite pour la médaille d'or du tir au pistolet à 25 mètres. Mais, lors des qualifications, elle ne réussit pas à tirer dans le délai imparti de trois secondes, ce qui lui vaut un zéro l'empêchant d'être admise en finale. Elle présente ses excuses à ses fans pour sa « grosse erreur ». Elle devient néanmoins virale sur internet pour son style unique et son attitude ultra-calme et déterminée. Quelques jours plus tard, elle souffre d'un malaise et perd connaissance pendant une conférence de presse en Corée du Sud. Le malaise est attribué à sa fatigue et au stress subi pendant les Jeux. Elle est transférée à un hôpital de Jeonju mais ne souffre pas de séquelles. 

### Palmarès

#### Jeux olympiques
- médaille d'argent en pistolet à air comprimé à 10 m en 2024 à Paris,  France

## Carrière d'actrice
En 2024, à l'issue des Jeux Olympiques de Paris, elle décroche son premier rôle d'actrice. Elle incarnera une tueuse à gage dans la série Crush.

## Distinctions
Elle figure en 2024 sur la liste des 100 femmes de la BBC.